# Pteleopsis anisoptera
Pteleopsis anisoptera är en tvåhjärtbladig växtart som först beskrevs av Laws., och fick sitt nu gällande namn av Adolf Engler och Diels. Pteleopsis anisoptera ingår i släktet Pteleopsis och familjen Combretaceae. Inga underarter finns listade i Catalogue of Life.